# スマイル戦士 音レンジャー
「スマイル戦士 音レンジャー」（スマイルせんし おとレンジャー）は、SMAPの別名義・音松くんの1stシングル。

## 概要
- スーパー戦隊シリーズのパロディー。
- CDブックレットの歌詞ページには、音松くんの衣装の色の通り、メンバーの歌詞歌い分けを色分けで掲載している。

## 予約特典
下敷き。

## 収録曲
全作詞：MORI MORI
1. スマイル戦士 音レンジャー
作曲：樫原伸彦，編曲：岩田雅之
フジテレビ系「夢がMORI MORI」"音松くん" イメージソング
2. 君の色が必要さ
作曲：谷本新，編曲：CHOKKAKU
3. スマイル戦士 音レンジャー（オリジナル・カラオケ）
4. 君の色が必要さ（オリジナル・カラオケ）[1]